# Canh Hòa
Canh Hòa là một xã thuộc huyện Vân Canh, tỉnh Bình Định, Việt Nam.
Xã Canh Hòa có diện tích 53,03 km², dân số năm 1999 là 1362 người, mật độ dân số đạt 26 người/km².

## Hành chính
Xã Canh Hòa được chia thành 3 làng: Canh Lãnh, Canh Phước, Canh Thành.